# Mydas fulvifrons
Mydas fulvifrons är en tvåvingeart som först beskrevs av Johann Karl Wilhelm Illiger 1801.  Mydas fulvifrons ingår i släktet Mydas och familjen Mydidae. Inga underarter finns listade i Catalogue of Life.